# Ałan Kasajew
Ałan Tajmurazowicz Kasajew (ros. Алан Таймуразович Касаев, ur. 8 kwietnia 1986 w Ordżonkidze) – piłkarz rosyjski grający na pozycji lewego pomocnika.

## Kariera klubowa
Karierę piłkarską Kasajew rozpoczął w klubie Tytan Rieutow. W 2002 roku grał w nim w rozgrywkach Drugiej Dywizji. W 2003 roku odszedł do Szynnika Jarosław z Priemjer Ligi, jednak nie zadebiutował w nim. W 2004 roku został piłkarzem Zenitu Petersburg, ale i w tym klubie nie zdołał zaliczyć debiutu w Priemjer Lidze. W 2007 roku odszedł na wypożyczenie do Ałaniji Władykaukz i był jej podstawowym zawodnikiem w Pierwszej Dywizji.
W 2008 roku Kasajew został piłkarzem Kubania Krasnodar. Grał w nim w podstawowym składzie, a na koniec 2008 roku awansował do Priemjer Ligi. W ekstraklasie Rosji zadebiutował 14 marca 2009 w meczu z Rubinem Kazań (0:3), a swoją pierwszą bramkę strzelił 3 maja 2009 w spotkaniu z FK Chimki (2:2).
W połowie 2009 roku Kasajew przeszedł z Kubania do Rubinu Kazań. W nowym zespole po raz pierwszy wystąpił 30 sierpnia 2009 w zwycięskim 3:0 wyjazdowym meczu ze Spartakiem Moskwa. W 2009 roku wywalczył z Rubinem mistrzostwo Rosji, a jesienią wystąpił w fazie grupowej Ligi Mistrzów. W sezonie 2013/2014 był wypożyczony z Rubinu do Dinama Moskwa.
Latem 2014 Kasajew podpisał kontrakt z Lokomotiwem Moskwa. Zadebiutował w nim 10 sierpnia 2014 w wygranym 2:0 wyjazdowym meczu z Arsienałem Tuła. Z Lokomotiwem wywalczył mistrzostwo Rosji w sezonie 2017/2018. Zdobył też trzy Puchary Rosji w sezonach 2014/2015 i 2016/2017. W sezonie 2018/2019 był wypożyczony najpierw do Bałtiki Kaliningrad, a następnie do PFK Soczi.
W sezonie 2019/2020 Kasajew grał najpierw w Awangardzie Kursk, a następnie w Ałaniji Władykaukaz.
| Sezon   | Klub                | Kraj  | Rozgrywki        | Mecze | Bramki |
| ------- | ------------------- | ----- | ---------------- | ----- | ------ |
| 2002    | Tytan Rieutow       | Rosja | Wtoroj Diwizion  | 14    | -      |
| 2003    | Szynnik Jarosław    | Rosja | Priemjer-Liga    | -     | -      |
| 2004    | Zenit Petersburg    | Rosja | Priemjer-Liga    | -     | -      |
| 2005    | Zenit Petersburg    | Rosja | Priemjer-Liga    | -     | -      |
| 2006    | Zenit Petersburg    | Rosja | Priemjer-Liga    | -     | -      |
| 2007    | Ałanija Władykaukaz | Rosja | Pierwyj Diwizion | 36    | 3      |
| 2008    | Kubań Krasnodar     | Rosja | Pierwyj Diwizion | 38    | 8      |
| 2009    | Kubań Krasnodar     | Rosja | Priemjer-Liga    | 16    | 2      |
| 2009    | Rubin Kazań         | Rosja | Priemjer-Liga    | 10    | 1      |
| 2010    | Rubin Kazań         | Rosja | Priemjer-Liga    | 28    | 5      |
| 2011/12 | Rubin Kazań         | Rosja | Priemjer-Liga    | 20    | 2      |
| 2012/13 | Rubin Kazań         | Rosja | Priemjer-Liga    | 30    | 4      |
| 2013/14 | Dinamo Moskwa       | Rosja | Priemjer-Liga    | 19    | 3      |
| 2014/15 | Lokomotiw Moskwa    | Rosja | Priemjer-Liga    | 26    | 3      |
| 2015/16 | Lokomotiw Moskwa    | Rosja | Priemjer-Liga    | 24    | 3      |
| 2016/17 | Lokomotiw Moskwa    | Rosja | Priemjer-Liga    | 18    | 1      |
| 2017/18 | Lokomotiw Moskwa    | Rosja | Priemjer-Liga    | 2     | 0      |
| 2018/19 | Bałtika Kaliningrad | Rosja | Pierwyj diwizion | 21    | 1      |
| 2018/19 | PFK Soczi           | Rosja | Pierwyj diwizion | 11    | 0      |
| 2019/20 | Awangard Kursk      | Rosja | Pierwyj diwizion | 13    | 1      |
| 2019/20 | Ałanija Władykaukaz | Rosja | Wtoroj diwizion  | 1     | 0      |

## Kariera reprezentacyjna
W 2008 roku Kasajew rozegrał 4 mecze i strzelił 1 gola w reprezentacji Rosji U-21.